# Tontitown (Arkansas)
Tontitown – miasto w Stanach Zjednoczonych, w stanie Arkansas, w hrabstwie Washington.

## Demografia
W roku 2010 miasto zamieszkiwało 2460 osób, a gęstość zaludnienia wynosiła 52 osoby/km². W roku 2023 liczba mieszkańców wzrosła do 7364 osób, a gęstość zaludnienia prawie do 156 osób/km². Jest jednym z szybko rozwijających się miast stanu Arkansas. Na przestrzeni 13 lat liczba mieszkańców zwiększyła się niemal 3-krotnie.